# Kościół św. Jana Nepomucena w Dubnie
Kościół św. Jana Nepomucena w Dubnie – rzymskokatolicki kościół w Dubnie, siedziba parafii. 
Parafia katolicka powstała w Dubnie najpóźniej w 1612. Jej świątynią był drewniany kościół, który przetrwał do 1811. Na jej miejscu wzniesiono klasycystyczny kościół, powstały w latach 1817-1830. 
W połowie czerwca 1924 w kościele farnym św. Jana Nepomucena w Dubnie odsłonięto tablicę pamiątkową poświęconą poległym żołnierzom, które walczyli przy obronie fortu Zahorce. Ofiarodawcą tablicy był ziemianin wołyński Jan hr. Tarnowski. Mszę świętą prowadził ks. kanonik Bronisław Galicki, a tablicę odsłonił starosta dubieński p. Płachta.
Kościół funkcjonował do 1945, gdy został odebrany miejscowej wspólnocie katolickiej i zaadaptowany na szkołę sportową, w zakrystii zrobiono prysznice i toalety. Organy i wyposażenie wnętrza wywieziono w latach 60 XX wieku, 7 bogato zdobionych ołtarzy kościelnych bezpowrotnie ukraińscy komuniści zniszczyli. Parafia katolicka odzyskała kościół w stanie ruiny w 1993 i przystąpiła do prac nad jego remontem, które trwają do dziś. Na fasadzie budynku znajduje się figura Chrystusa. W sąsiedztwie budynku wznosi się dzwonnica zdobiona gzymsami i szczytem.